# Ígor Severianin
Ígor Severianin (rus: И́горь Северя́нин), nom real Ígor Vassílievitx Lotariov (rus: И́горь Васи́льевич Лотарёв), en estonià Igor Severjanin, nascut el 16 de maig [C.J. 4 de maig] de 1887 a Sant Petersburg (Imperi Rus) i mort el 20 de desembre de 1941 a Tallinn, República Socialista Soviètica d'Estònia, fou un poeta, assagista i traductor rusde l'Edat de plata.

## Biografia
Son pare, Vassili Petróvitx Lotariov, era capità enginyer militar de Sant Petersburg i marit de Natalia Stepànova Xenxín, originària d'una família noble que havia comptat entre els seus membres amb Afanassi Fet (Xenxín). El parentiu amb l'historiador Nikolai Karamzín, que el poeta mateix esmenta, no s'ha confirmat. Ell i la seva mare també estaven relacionats amb Aleksandra Kol·lontai.
Després decideix de signar els seus escrits amb el pseudònim de Severianin. que significa "home del nord". L'aparició del pseudònim s'associa amb el coneixement i l'amistat posterior amb el poeta de la generació anterior Konstantín Fófanov al novembre de 1907 a Gàtxina. La versió del pseudònim de l'autor sense dividir-se en nom i cognom, "Ígor-Severianin" és un acte d'iniciació (el naixement d'un "poeta"), un encant i un mite. Un pseudònim complex és un fet del procés cultural i literari de Rússia a principis del segle xx. A Konstantín Fófanov i a la prematurament morta Mirra Lókhvitskaia, Ígor Severianin els considerava els seus precursors.
Va viure a Sant Petersburg fins al 1896, any del divorci dels seus pares. Els seus pares l'impregnaren de llur amor per la literatura, la música i, sobretot, per l'òpera. Va dir que havia anat a escoltar Leonid Sóbinov almenys 40 vegades.
Després de la separació dels seus pares, viu amb el seu oncle i la seva tia paterna a Soivole prop de Txerepovets, a la gubèrnia de Nóvgorod (actualment a l'óblast de Vólogda). De 1900 a 1904 va assistir a la universitat tècnica de Txerepovets, d'on en va sortir amb un títol. El seu pare, que havia trobat feina com a agent comercial a Port Dalny a Manxúria, el va visitar el 1904 durant la guerra russojaponesa. És allà quan, subjugat per la bellesa de la natura, en harmonia amb ella, troba el seu nom d'autor. Però el 10 de juny el seu pare va morir, amb només 44 anys, i es va unir a la seva mare i a la seu vella dida a Gàtxina.
El 1904-1905, malgrat diverses denegacions, va començar a publicar en diaris provincials poemes de contingut patriòtic, perquè Rússia es trobava en plena guerra russojaponesa i poemes d'amor. D'aquests, uns trenta en totes les seves obres, s'inspiren en la història que viu amb Ievguénia Timoféievna Gutan, Zlata, amb qui es va trobar durant l'hivern de 1905 a Gàtxina. Aquesta noia, una costurera, va deixar temporalment la seva feina i el, al seu torn, va vendre els llibres a la seva biblioteca per tal de passar tres setmanes junts en una habitació que llogaren no lluny de la Catedral de la Mare de Déu de Kazan a Sant Petersburg. D'aquesta "aventura" neix Tamara, adoptada sense problemes per un senyor gran rica que estimava els nens; atès que estava fora de tota discussió el tema del casament dels joves, la mare de Ievguénia va pressionar la seva filla perquè trenqués la seva relació, la qual cosa va fer. Tanmateix, la va substituir Maria Vassílievna Volnianski. Sembla que en aquell moment Zlata hauria necessitat la seva ajuda per fer front a grans dificultats materials, en haver mort el seu marit.

### Primers poemes
El primer dels seus poemes publicats és La mort de Rúrik, rus: Гибель Рюрика; n'arribaren altgres que no tingueren èxit. Afortunadament, l'oncle proporcionava els fons perquè el seu nebot, que només volia dedicar-se a escriure, publiqués diversos opuscles de 2 a 16 poemes impresos en dues pàgines; Entre 1905 i 1912 van aparèixer 35 reculls.
El 20 de novembre de 1907, coneix el poeta Konstantín Fófanov, que el sedueix amb el seu talent per expressar sentiments evocant paisatges. Aquest esdeveniment és tan important per a ell que celebra cada any l'aniversari d'aquesta trobada, que sens dubte influeix en la seva obra, influenciada també per Mirra Lókhvitskaia. Fofanov saluda la seva arribada al món de la poesia i la seva notorietat creix encara més quan el 1909, un periodista, Ivan Najivin, va llegir els seus poemes a Lev Tolstoi a Iàsnaia Poliana. Un d'ells Havanera II, rus: Хабанера II, del recull Color intuïtiu, desperta la indignació del famós comte que troba el text insignificant. Aquest "incident" i la polèmica desenvolupada a la premsa russa, amb Severianin explicant que aquest poema que Tolstoi es va prendre seriosament és satíric i irònic, estimula la curiositat del públic i el dona a conèixer; la notorietat arriba tot seguit.
El 1911, Valeri Briússov, eminent crític, que aprecia que renovi el llenguatge poètic, li escriu una amable carta de suport. El 1913, Fiódor Sologub va participar activament en la primera edició, a l'editorial moscovita Grif, del primer gran llibre de poesia de Severianin, "La copa que bull", rus: Громокипящий кубок, que va acompanyar amb un elogi prefaci lloable; en dos anys aquesta obra es publica i es reedita set (o nou) vegades. Sologoub va explotar l'èxit presentant Severianin i A. Txebotarevski en una gira de lectura de poemes arreu de Rússia. De Minsk van a Sant Petersburg, Moscou, Kutaissi, Toila, lloc que visita per primera vegada i on hi viurà després, etc. Aquesta sèrie de vetllades té molt d'èxit i gaudeix de bones crítiques de diversos orígens.

### Egofuturisme
Severianin esdevé el rostre de l'egofuturisme, moviment fundat el 1911 a Moscou, el gener del 1912 a Sant Petersburg, i que rep el suport de Konstantín Olímpov, fill de Konstantín Fófanov, amb qui es baralla, la tardor de 1912, per una disputa sobre la distribució dels escrits. En aquest moviment en què s'exerceix la seva influència, figuren també Gueorgui Xengueli que li dedica diversos poemes després de la seva mor, Vadim Xerxenévitx, Ivan Ignàtiev, Riúrik Ívnev, Vadim Baian, Vassilisk Gnédov, Gueorgui Ivànov, el programa del qual es basa en l'expressió de sentiments autèntics, l'« autoafirmació » de la personalitat (cf: 1912. Épilogue; Je suis un génie Igor Sévérianine), la recerca de la novetat sense renunciar a l'herència, l'ús de neologismes, imatges audaces, epítets, assonàncies i dissonàncies, la lluita contra els estereotips i els tòpics i la llibertat en la mètrica.
Es presenta amb un aire malenconiós, els cabells engominats i partits al mig per una clenxa, els seus ulls encerclats de negre, vestit amb un impecable frac, sostenint invariablement un lliri a les seves mans. A vegades, declara la seva admiració per Oscar Wilde amb qui hom pot trobar una certa semblança física. Hom l'acull així als cercles de moda, salons literaris, no només a Rússia, sinó també a Polònia, Finlàndia, França, Romania, on la seva actitud sedueix el públic femení, les estudiants. Sens dubte, d'altres es delecten amb els escàndols provocats per les seves declaracions, per la seva prepotència davant d'un públic burgès indiferent i frívol al qual subjuga amb una torrentada de colors i artificis sofisticats, pels seus insòlits temes, Gelat de lilàs, rus: Мороженое из сирени!, Pinyes al xampany, rus: Ананасы в шампанском (1915), reeditats diverses vegades per la seva ironia quan proclama amb èmfasi l'admiració ingènua que provoquen, en ments simples, els automòbils, dirigibles, ferrocarrils, avions, les màquines, les fàbriques, l'electricitat, etc. A més, recita els seus poemes d'una manera molt particular i notable que acosta la seva poesia a la cançó; a més, els seus poemes posen de manifest, en molts aspectes, la influència de Konstantín Balmont, i diversos van ser musicats per Aleksandr Vertinski i Vsévolod Zaderatski el 1944 per al poema Victoria Regia.
Per la seva banda crea 2.500 nous lexemes, utilitza l'efecte de la sorpresa i la provocació, exacerba la seva emotivitat fins a l'extravagància, utilitza l'al·literació, manlleva paraules estrangeres, expressions franceses, substantius de moda i de la gastronomia, i reivindica el dret als poetes de ser apolítics i d'escriure segons la seva inspiració. Tal com resumeix D. S. Mirsky, amb ell la vulgaritat reivindica la seva presència i publica la declaració dels seus drets en els seus versos, Nikolai Gumiliov escriu, en essència, que la seva obra està destinada a commoure i Georgui Adamóvitx saluda la seva elegància.
Al voltant del 1912 (o vers el 1914?) adreça el seu interès envers l'acmeisme i el cubofuturisme on es troba amb Vladímir Maiakovski, Aleksei Krutxénikh, Velimir Khlébnikov, Vassili Kamenski, David Burliuk però amb l'esclat de la Primera Guerra Mundial l'interès del públic i dels editor s'adreça progressivament a temes menys frívols. En un context tan tràgic, Severinian s'ha d'adaptar i algunes de les seves obres s'editen a pèrdua.
El 1918, va tornar a Moscou a prop de la seva mare malalta i, el 27 de febrer del mateix any, durant una reunió al Museu Politècnic de Moscou, tot i que alguns crítics havien declarat el seu fàstic pel seu treball, Severianin va ser elegit "Rei dels Poetes" per la seva creativitat davant Vladímir Maiakovski. En tercer lloc es trobava Vassili Kamenski segons uns, Konstantín Balmont segons d'altres.

### Emigració a Estònia
Pocs dies després, se'n va a passar les vacances a Toila al nord-est d'Estònia, on va llogar una habitació a la casa d'una família local, com ja havia fet diverses vegades des del 1912. L'ocupació alemanya al març el separa de Rússia, llavors en plena revolució. Saluda l'esdeveniment primer, però després pren una posició crítica. Tanmateix, es manté lluny de la política, i prefereix escriure fullets contra els mitjans de l'elit emigrant. En no tenir dret, a causa del seu matrimoni el 1921 amb una estoniana, Felissa Kruut, (propietària de la casa on passa les vacances) i perquè no té el favor ni del públic ni del nou règim, no pot tornar al seu país natal, on no es publica cap dels seus llibres. A més, la República d'Estònia proclama la seva independència el 1920.
En 1921, Severianin va prestar el jurament de lleialtat a Estònia i a partir del 5 de setembre va adquirir la ciutadania estoniana. El 13 de novembre de 1921, als 84 anys, va morir la seva mare, i el 1922 va néixer el seu fill, a qui van nomenar Bacus en honor del déu. Continua escrivint, 13 llibres fins al final de la seva vida, publicats en diversos diaris i revistes russes a l'estranger, per gust per descomptat, però també per subsistència (la pesca i la collita de fruits silvestres no podien satisfer les necessitats de la llar) També fa traduccions d'obres de poetes estrangers com ara Adam Mickiewicz, Paul Verlaine, Sully Prudhomme, Charles Baudelaire ; a aquesta llista hauríem d'afegir noms de poetes iugoslaus.
Fa també nombroses gires fora d'Estònia; el 1921 als Estats bàltics a Kaunas, Šiauliai i a Riga, el 1922 a Berlín on sembla que retroba la seva filla Tamara i Zlata, el 1923 a Hèlsinki, el 1924 a Polònia, a Łódź, Białystok i Varsòvia, a Ucraïna a Lutsk i a Lituània a Vílnius. El 1925 torna de nou a Berlín, el 1927 a Letònia a Daugavpils i Riga, el 1928 a Varsòvia i Vílnius, el 1929 a Daugavpils i Riga, el 1931 i el 1933 a Varsòvia. A Polònia, on acudeix sovint, es reconeix la seva influència sobre els poetes Bruno Jasieński i Kazimierz Wierzyński. També viatja a Bulgària, Romania, França, Txecoslovàquia i Iugoslàvia.
Des del 1928, amb l'ajuda de la seva esposa estoniana Felissa Kruudi, va treballar en l'antologia de llurs traduccions russes de poemes clàssics estonians. Henrik Visnapuu i Aleksis Rannit estan representats en dues col·leccions de poesia. Entre d'altres, va traduir de l'estonià al rus Marie Under, Friedrich Reinhold Kreutzwald, Friedrich Kuhlbars, Lydia Koidula, Juhan Liiv, Gustav Suits, Friedebert Tuglas, Johannes Vares, Johannes Semper, Mihkel Vesket, Ado Reinvald, Ado Grenzstein, Karl August Hermann, Juhan Kunder, Peeter Jakobson, Martin Lippu, Jaan Bergmann, Matthias Johann Eisen, Jakob Liiv, Jakob Tamm, Karl Eduard Sööt, Elise Rosalie Aun, Anna Haava, Georg Eduard Luiga, Andres Alver, Ernst Enno, Villem Grünthal-Ridala, Marie Heiberg, August Alle, Rudolf Reiman i Valmar Adams. La seva traducció de poesia estoniana "Поэты Эстонии: Антология за сто лет (1803-1902)" es va publicar el 1928 a Tartu. Igor Severianin es va convertir en el primer traductor important de la poesia estoniana al rus.
El 1935, va conèixer Vera B. Korendi, la qual cosa resultà el 1936 en un trencament amb Felissa, amb qui havia viscut setze anys, essent l'única vegada en la seva vida que estigué casat oficialment. Abans de morir, Severianin confessà que aquesta infidelitat cap a aquella que el protegia de totes les preocupacions del món va ser un error tràgic. A partir d'aleshores la seva situació material esdevé molt difícil i només pot sobreviure amb les subvencions que el govern estonià li paga, ja que enlloc no volen publicar els seus llibres.

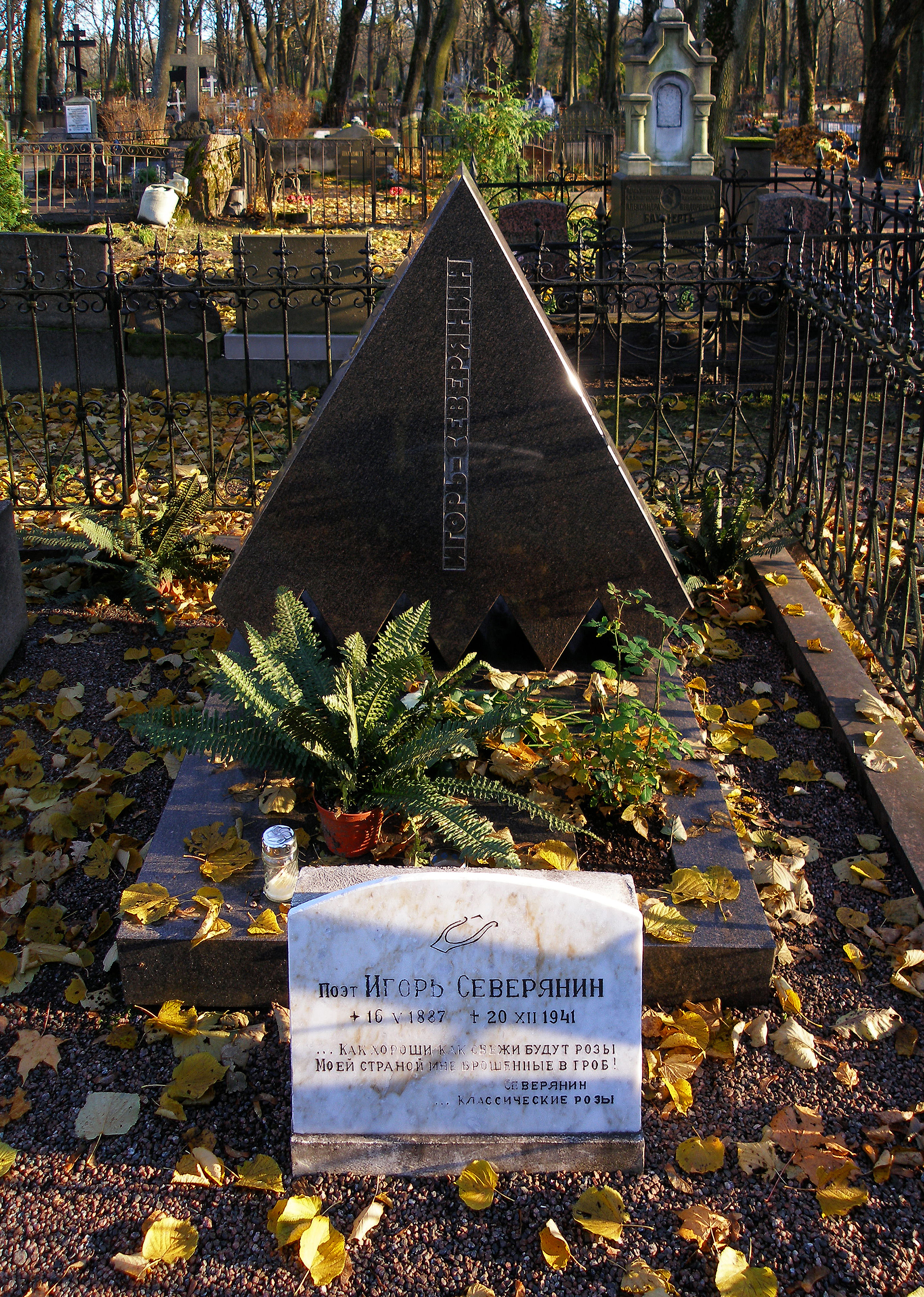
Tomba d'Ígor Severianin al cementeri d'Alexandre Nevski de Tallinn

Els darrers anys de la seva vida, Igor Severianin els va passar a Sarkiulia - un poble situat entre la desembocadura del Rossoni i la costa del golf de Finlàndia. Ara Sarkiulia està situat al territori de Rússia i destaca pel fet que un dels seus dos carrers porta el nom d'Igor Severianin. L'esdeveniment més sorprenent és un viatge de Sarkiulia a Tallinn per assistir a una conferència del Premi Nobel de Literatura Ivan Bunin. Ambdós poetes es van trobar a l'andana de l'estació de ferrocarril de Tapa.
Després que les tropes soviètiques entressin als estats bàltics el 1940, Severianin va esdevenir ciutadà de l'URSS i va escriure diversos poemes acollint la "Unió Setzerepublicana", rus: шестнадцатиреспубличный Союз.
El poeta va passar l'hivern de 1940-1941 a Paide, on el secretari de la Unió d'Escriptors de l'URSS, Vsévolod Rojdestvenski Korendi li va aconseguir una feina a l'escola. Estava constantment malalt. Al maig, la seva salut va experimentar un fort deteriorament. Amb l'esclat de la guerra, Igor Severianin volia ser evacuat a la rereguarda, però per raons de salut no va poder fer-ho. L'octubre de 1941, Korendi va traslladar el poeta a Tallinn, on va morir el 20 de desembre d'un atac de cor. Algunes publicacions indiquen erròniament com a data de la mort el 22 de desembre. L'origen de l'error es deu al certificat de defunció del poeta publicat per Rein Kruus. El certificat es va emetre en estonià el 22 de desembre de 1941.

### Posteritat
Està enterrat al cementiri de Sant Alexandre Nevski de Tallinn.
Des de 1995, s'atorga un premi literari Igor Severianin.